# Israël au Concours Eurovision de la chanson 2014
Israël a participé au Concours Eurovision de la chanson 2014 à Copenhague, au Danemark.

## Processus de sélection
Israël a annoncé sa participation au concours le 10 octobre 2013.

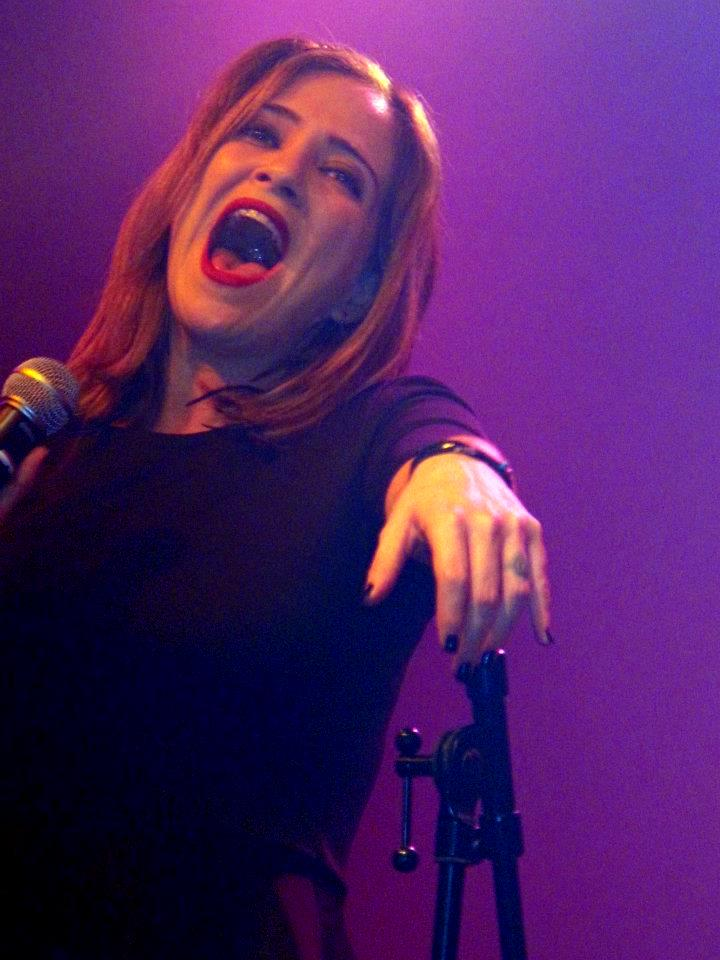
Mei Feingold

Cette année, la télévision israélienne a choisi de sélectionner l'artiste représentant le pays en interne.
La chanteuse représentant Israël au Concours Eurovision de la chanson sera donc Mei Feingold.
La sélection de la chanson se fera via une émission télévisée, Kdam le 5 mars 2014.

### Kdam
| Langue          | Chanson      | Traduction         | Auteur       | Compositeur(s)                 |
| --------------- | ------------ | ------------------ | ------------ | ------------------------------ |
| Anglais         | Same heart   | Même cœur          | Rami Talmid  | Rami Talmid                    |
| Hébreu          | Nisheret Iti | Tu restes avec moi | Liran Da Paz | Liran Da Paz, Hen Metzger Adar |
| Hébreu, Anglais | Be proud     | Sois fier          | Mei Feingold | Mei Feingold                   |

## À l'Eurovision
Israël participa à la deuxième demi-finale, le 8 mai 2014 mais ne se qualifia pas pour la finale.